# Панунци, Оттавио
Оттавио Панунци (итал. Ottavio Panunzi, 14 февраля 1933, Рим — 4 марта 2015, Рим) — итальянский боксёр. Участник летних Олимпийских игр 1956 года.

## Биография
Оттавио Панунци родился 14 февраля 1933 года в Риме.
Выступал в соревнованиях по боксу за «Полиспортиву Индомиту» из Рима. В 1953—1955 годах выигрывал чемпионат мира среди военнослужащих.
В 1956 году вошёл в состав сборной Италии на летних Олимпийских играх в Мельбурне. Выступал в весовой категории до 81 кг. В 1/8 финала решением судей выиграл у Джерри Коллинза из Канады, в 1/4 финала решением судей проиграл Георге Негре из Румынии.
После Олимпиады перешёл в профессиональный бокс. В апреле 1957 года провёл первый бой против итальянца Иларио Сувильи, который выиграл нокаутом. Дрался преимущественно в Италии, за исключением предпоследнего поединка, состоявшегося в Мюнхене. Провёл 37 боёв, в которых 25 раз победил (в том числе 12 раз нокаутом) и потерпел 12 поражений. Никогда не претендовал на чемпионский титул. Завершил выступления в сентябре 1963 года.
Умер 5 марта 2016 года в Риме.